# Эльдорадо (футбол)
Эльдорадо (исп. El dorado) — эпоха в истории колумбийского футбола конца 1940-х — первой половины 1950-х годов, когда футбольная Лига Димайор вышла из под контроля ФИФА.
Футбол стал в Колумбии профессиональным в 1948 году, но ФИФА по неясным причинам стала противиться этому. Тогда Лига Димайор вышла из под контроля ФИФА, чем вызвала санкции со стороны этой организации. Клубам было запрещено участвовать в международных турнирах, также санкциям подверглась и сборная Колумбии. С другой стороны, учитывая то, что Лига Димайор более не подчинялась ФИФА, колумбийские клубы не нуждались в подчинении правилам ФИФА по выплатам за трансферы игроков. Также в успехе Лиги немаловажным был ещё один фактор — забастовка футболистов в Аргентине.

## История
Забастовка аргентинских футболистов вызвала их массовую миграцию в Колумбию. Первым извлечь выгоду из забастовки догадался президент Лиги Димайор и одновременно президент столичного «Мильонариоса» Альфонсо Сеньор. В 1949 году он договорился с легендарным игроком аргентинского «Ривер Плейта», который в 1940-е годы получил прозвище «Ла-Макина», Адольфо Педернерой, о переходе в «Мильонариос». 10 июня в аэропорту Боготы его приветствовали 5 тысяч болельщиков и журналистов, прибывших туда на 200 автомобилях и 25 автобусах. Акция принесла доход, в 5 раз превышавший оклад самого футболиста. Ведущие колумбийские клубы быстро смекнули, что наличие иностранных звёзд будет приносить огромные прибыли.
- «Депортиво Кали» закупил почти всю команду аргентинцев.
- «Депортиво Перейра» скупил лучших футболистов Парагвая.
- «Индепендьенте Медельин» сконцентрировался на перуанцах.
- «Кукута Депортиво» купила 12 уругвайцев, из них двое игроков сборной Уругвая стали чемпионами мира 1950 года — Эусебио Рамон Техера и Шуберт Гамбетта.

После покупки Педернеры «Мильонариос» совершил ещё 2 супер-трансфера — в Аргентине были куплены Альфредо Ди Стефано и Эктор Риаль, которые в 1950-е годы будут наводить ужас на всю Европу в составе мадридского «Реала».
- «Индепендьенте Санта-Фе» приобрёл Нила Франклина и Джорджа Маунтфорда из «Сток Сити» (на тот момент — один из лучших английских клубов), а также Чарли Миттена из «Манчестер Юнайтед». Затем и «Мильонариос» купил двоих британцев — Билли Хиггинса из «Эвертона» и шотландца Бобби Флавелла из «Харт оф Мидлотиан». Правда, только Чарли Миттен из всех британцев отыграл весь контракт, другие вернулись на родину до окончания сроков своих контрактов.

За 5 классических лет Эльдорадо (1949—1953) 4 раза чемпионом Колумбии становился «Мильонариос», за который выступало в общей сложности 10 аргентинцев. Ещё один титул на счету «Онсе Кальдаса».
Эпоха Эльдорадо закончилась с урегулированием отношений между президентом «Мильонариоса» и Лиги Димайор Альфредо Сеньора и ФИФА. Впоследствии Сеньор много лет входил в исполком ФИФА. Альфредо Ди Стефано и Эктор Риаль были проданы в Европу, и за Ди Стефано началась настоящая война между «Барселоной» и «Реалом», победу в которой одержали «сливочные».